# Las Armas
Las Armas es una localidad argentina de la provincia de Buenos Aires, Argentina, perteneciente al partido de Maipú.
Se encuentra sobre la Autovía 2 y las vías del Ferrocarril Roca.

## Población
Cuenta con 365 habitantes (Indec, 2010), lo que representa un descenso del 17% frente a los 438 habitantes (Indec, 2001) del censo anterior.
| Gráfica de evolución demográfica de Las Armas entre 1991 y 2010 |
|                                                                 |
| Fuente: Censos nacionales del INDEC                             |

## Deportes
- Club Las Armas, milita en la Liga Maipuense de Fútbol.